# Ulica Rżącka w Krakowie
Ulica Rżącka – ulica w Krakowie, w dzielnicy XI Podgórze Duchackie, na Piaskach Wielkich.
Łączy ulicę Kosocicką i ul. Jana Hallera z ulica Cechową, ul. Podedworze i ul. Niebieska. Jest dwujezdniowa.

## Przebieg
Ulica rozpoczyna swój bieg na skrzyżowaniu z ulicą Kosocicką i ul. Jana Hallera, gdzie staje się fizycznym przedłużeniem tej pierwszej. Na końcowym odcinku, przy ulicy znajduje się pętla autobusowa MPK Kraków – „Piaski Wielkie”. Ulica znajduje się w całości na terenie dzielnicy XI na Piaskach Wielkich.
Ulica kończy bieg na skryżowaniu z ulica Cechową, ul. Podedworze i ul. Niebieska, gdzie ta pierwsza staje się przedłużeniem ul. Rżąckiej.
Wraz z ulicą Mała Góra, ul. Cechową, ul. Stanisława Stołajowskiego, ul. Podmokłą, ul. Jugowicką, ul. Zawiła, ul. dr. Józefa Babińskiego i ul. Skotnicką, ul. Rżącka tworzy ciąg komunikacyjny o długości około 14,4 km.

## Infrastruktura
Ulica Rżącka jest dwujezdniową ulicą. W otoczeniu arterii znajduje się m.in. pętla autobusowa MPK Kraków „Piaski Wielkie”. Około 70 metrów od ulicy znajduje się także cmentarz parafialny św. Jana Apostoła i Ewangelisty. Na ulicy znajdują się trzy zespoły przystanków autobusowych MPK Kraków – „Hallera” (przy skrzyżowaniu z ul. Jana Hallera), „Przy Kuźni” (przy skrzyżowniu z ulicą Biernata z Lublina i ul. Obronną) oraz „Piaski Wielkie” (pętla autobusowa).